# Звёздный ворс
«Звёздный ворс» — российская фантастическая комедия-фарс 2011 года, снятая участниками группы «НОМ» Андреем Кагадеевым и Николаем Копейкиным. Премьера фильма прошла 20 декабря 2012 года в Санкт-Петербурге и 16 января 2013 года в Москве. Единственная роль политика Бориса Немцова в художественном кино.

## Сюжет
В 2221 году профессор Чащарский разрабатывает теорию «твёрдой Вселенной»: жители Земли живут на внутренней стороне некой полости, а до других планет — таких же полостей — возможно добраться, прорыв тоннель в поверхности. Научное сообщество осмеивает теорию, но вскоре Герман Борисович Ряп — директор НИИ «Парсек» — вызывается проспонсировать подземную экспедицию с целью потенциальной добычи метеоритов (которые очень ценятся на Земле), если теория окажется верной. Чащарский вместе с конструктором Фёдором Жишинниковым, работающим в том же институте, переделывает снегоуборочную машину в космический корабль под названием «Скарабей» и снаряжает экспедицию, в которую помимо него, Ряпа и Жишинникова входят ассистент Ряпа Богдан Шерстюк, народная целительница Ядвига Барсукова и повар Иршат Лоджиев, бывший клоун Хаврон. В последний момент к ним присоединяются Волчестай Жупов, которого Чащарский ввиду внушительных габаритов назначает начальником службы безопасности, и инопланетянин Мозг (выглядящий как человеческая голова без туловища и каких-либо конечностей), получивший должность штурмана. Уже в полёте на борту обнаруживается ещё один, незапланированный участник экспедиции — некто Юлий Гогарин. Незнакомец говорит, что он и есть Юрий Гагарин, чья гибель была сфальсифицирована с целью испытания на космонавте вещества, дающего бессмертие. Последним к экспедиции присоединяется пёс-киборг, которого Волчестай берёт себе и называет Нюхолаем.
Корабль прорывается в землю и попадает в сеть транспортных тоннелей, ведущих в различные миры. Команда высаживается на заброшенной каменистой планете Леонид и начинает собирать метеориты, как вдруг начинается метеоритный дождь. Шерстюк, не успевший добраться до корабля, получает травму головы и впадает в кому. После этого Мозг берёт курс на свою родную планету — Колобок. Пока все остальные участвуют в экскурсии по планете, Мозг при содействии Жупова находит своего товарища, нужного ему, чтобы добыть из-под стражи роботело Мозга. Операция проходит неудачно, и тело Мозга вновь пленят, но самому ему удаётся скрыться от преследования (опять же, не без помощи Жупова).
Следующей остановкой избирается планета Пятачок, которой «Скарабей» достигает под покровом ночи. Внезапно члены команды слышат странные звуки в каюте Хаврона и, открыв её, обнаруживают там лишь хряка, который сбегает наружу. Устремившись за ним, путешественники видят на поверхности планеты множество свиней, которые с рассветом превращаются в клоунов. Хаврон, оказавшийся одним из них, объясняет, что Пятачок — его историческая родина, и, поблагодарив товарищей, просит их далее лететь без него.
«Скарабей» берёт курс на Землю, но внезапно сбивается и попадает на планету Атит. Жители Атита — люди с примитивной моралью, живущие в гаражах и беспрестанно славящие своего лидера Язбеца; последний вместе с Ядвигой, оказавшейся его женой, связывает спящих членов экипажа и запирает их в гараже, заодно забрав мешки из-под метеоритов, после чего отправляется праздновать добычу со своими «подданными». Мозг и Нюхолай, оставшиеся на корабле, освобождают остальных и помогают им бежать. Банда Язбеца кидается в погоню, но путешественникам удаётся оторваться, потеряв при этом Ряпа и все метеориты. Корабль вырывается в тоннель, где погоня продолжается, и случайно натыкается на Бога.
Проходит несколько лет. Юлий, став глубоко верующим, выпускает книгу «Звёздный ворс», которая тотчас становится бестселлером, Мозг возвращает своё тело, а Ряп добивается авторитета на Атите. О судьбе Чащарского ничего не известно, но, по мнению Юлия, он сошёл с ума и работает в гей-баре диджеем.

## В ролях
| Актёр                             | Роль                                         |
| --------------------------------- | -------------------------------------------- |
| Андрей Кагадеев                   | профессор Чащарский                          |
| Николай Копейкин                  | Герман Борисович Ряп                         |
| Сергей Михалок                    | Богдан Шерстюк                               |
| Светлана Гумановская              | Ядвига (Язвига) Барсукова                    |
| Сергей Шнуров                     | Мозг                                         |
| Сергей Кагадеев                   | Волчестай Жупов/верующий посетитель выставки |
| Александр Лаэртский               | Юлий Гогарин                                 |
| Прохор Алексеев (А. Мостиев)      | Иршат Лоджиев / Хаврон                       |
| Роман Максимов                    | Фёдор Жишинников                             |
| Роман Трахтенберг                 | Язбец (последняя роль в кино)                |
| Артемий Троицкий                  | Господь Бог                                  |
| Псой Короленко                    | певец на застолье                            |
| Стас Барецкий                     | пьяница                                      |
| Александр Ливер (Дмитрий Тихонов) | Цифион (основатель цивилизации на Колобке)   |
| Иван Турист (Юрий Салтыков)       |                                              |
| Татьяна Колганова                 | экскурсовод                                  |
| Татьяна Лазарева                  | завуч 51-й спецшколы                         |
| Андрей Лошак                      | корреспондент ИШТВ                           |
| Борис Немцов                      | Президент России                             |
| Сергей Пахомов                    | посетитель выставки/житель планеты Атит      |
| Михаил Елизаров                   | посетитель выставки                          |
| Виктор Пузо                       | член банды Язбеца                            |
| Вася Ложкин                       | член банды Язбеца                            |
| Кирилл Немоляев                   | посетитель выставки                          |

## Производство
По словам авторов фильма, в основу картины легла «Теория твёрдого космоса», навеянная реально существовавшей теорией XIX века, пропагандировавшейся Сайрусом Тидом, и имевшей впоследствии последователей в Германии во времена Третьего Рейха.
Для Романа Трахтенберга роль Язбеца стала последней — съёмки проходили за две недели до его смерти. Доиграть роль он не успел, поэтому в ряде эпизодов Трахтенберга подменил один из участников группы «НОМ» Федул Жадный.